# Allophylus quercifolius
Allophylus quercifolius är en kinesträdsväxtart som först beskrevs av Carl Friedrich Philipp von Martius, och fick sitt nu gällande namn av Ludwig Radlkofer. Allophylus quercifolius ingår i släktet Allophylus och familjen kinesträdsväxter. Inga underarter finns listade i Catalogue of Life.